# 마스터 (2012년 영화)
《마스터》(The Master)는 2012년 공개된 미국의 사이코 드라마 영화로, 폴 토머스 앤더슨의 연출 작품이다. 호아킨 피닉스, 필립 시모어 호프먼, 에이미 애덤스가 출연했다.

## 줄거리
2차 세계대전에 해군으로 참전했던 주인공이 유사과학 신앙 집단에 들어가서 자기 길을 찾는다는 내용

## 출연
- 호아킨 피닉스 - 프레디 퀠 (Freddie Quell)
- 필립 시모어 호프먼 - 랭커스터 도드 (Lancaster Dodd)
- 에이미 애덤스 - 페기 도드 (Peggy Dodd)
- 로라 던 - 헬렌 설리번
- 앰버 칠더스 - 엘리자베스 도드
- 라미 말렉 - 클라크
- 제시 플레먼스 - 밸 도드
- 케빈 J. 오코너 - 빌 윌리엄
- 크리스토퍼 에번 웰치 - 존 모어
- 매디슨 비티 - 도리스 솔스태드
- 레나 엔드레 - 솔스태드 부인
- 에이미 퍼거슨 - 판매원 마사
- 패티 매코맥 - 밀드레드 드러먼드
- 조슈아 클로스 - 웨인 그레고리
- 피오나 두리프 - 댄서
- 데이비드 워쇼프스키 - 필라델피아 시경
- 스티븐 위그
- W. 얼 브라운